# Battaglia di fiori

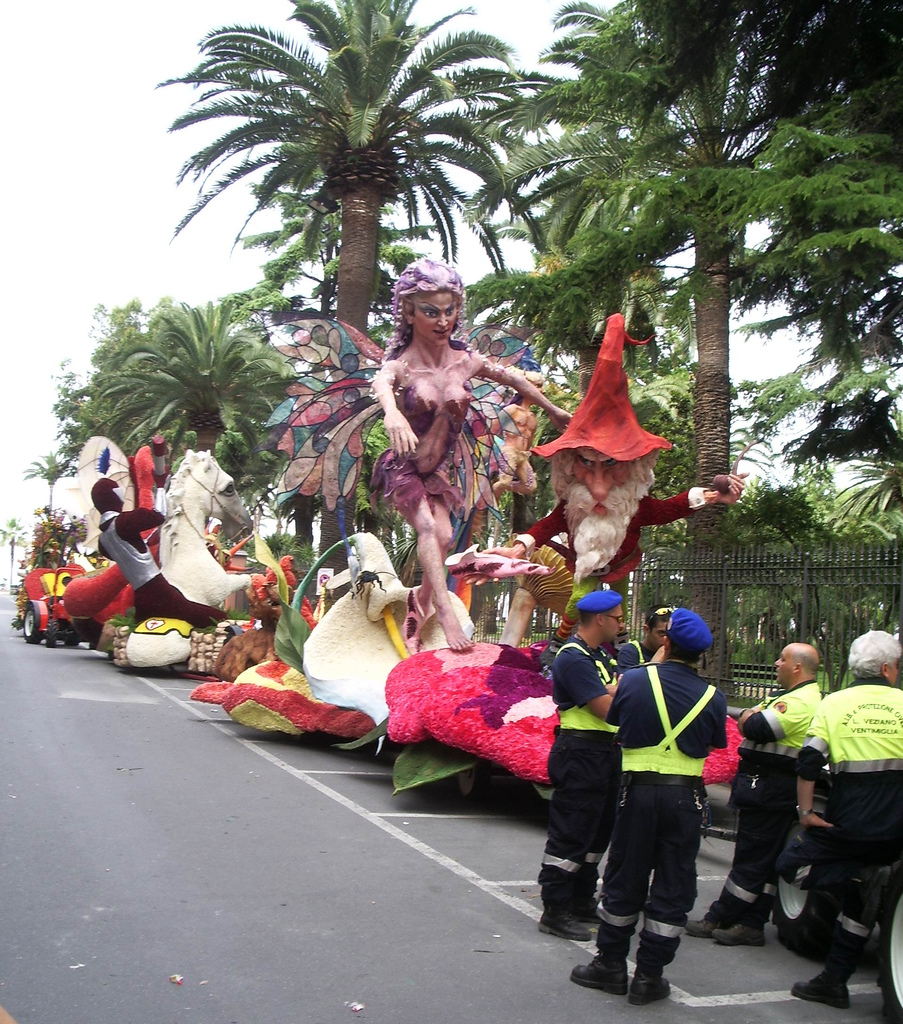
I carri del 2007 in attesa di sfilare.

La battaglia di fiori o anche, popolarmente, battaglia dei fiori (in dialetto intemelii battaglia de sciure) era una sfilata di carri fioriti che si svolgeva annualmente a Ventimiglia nella seconda metà del mese di giugno.

## Storia
Le prime edizioni della manifestazione, spesso estemporanee, risalgono agli inizi del XX secolo, e si svolgevano generalmente per festeggiare il carnevale o l'inizio della primavera. È solo a partire dal 1930 che la sfilata ha cominciato ad assumere un carattere ufficiale, con un regolamento e una cadenza regolare; essendo, in quel periodo, abbinata a un'Esposizione biennale di floricoltura, giunta nel 1930 alla sua III edizione, anche la battaglia di quell'anno fu presentata come la terza (sebbene preceduta da ben più di due edizioni "ufficiose").
Da allora la Battaglia di Fiori si è svolta quasi tutti gli anni, conoscendo tuttavia anche lunghi periodi di sospensione (per 9 anni in occasione della seconda guerra mondiale, per ben 14 anni dal 1970 al 1984 e di nuovo per 9 anni dal 1986 al 1995).
Nel 2013 è giunta alla 50ª edizione.
La Battaglia di Fiori di Ventimiglia è una delle 34 manifestazioni nazionali che hanno ottenuto per il 2011 il riconoscimento di "Patrimonio d'Italia - per la tradizione" da parte del Dipartimento per il turismo.

## I carri
A ogni edizione partecipano mediamente una decina di carri, allestiti da altrettante "Compagnie carriste" in appositi capannoni; le Compagnie carriste sono contraddistinte da nomi singolari e caratteristici, tutti in dialetto intemelio. Il numero dei carri partecipanti alla battaglia in passato è stato anche molto superiore, arrivando a sfiorare persino le quaranta unità (come nelle edizioni 1949-50).
I carri (talvolta suddivisi nelle categorie "grandi" e "medi") rappresentano soggetti allegorici e, a partire dal 1985, sono realizzati ispirandosi a un "tema", diverso ogni anno; misurano intorno a 4 m di larghezza × 8 di lunghezza e sono costituiti da sculture di polistirolo, sul quale vengono inchiodate, con una tecnica particolare ed esclusiva nota come "infioramento a mosaico", corolle di garofani ed altro materiale rigorosamente di provenienza vegetale.
L'infioramento è l'ultimo momento della preparazione del carro e viene compiuto poche ore prima della sfilata. Il numero dei fiori utilizzati è nell'ordine delle decine di migliaia per ogni soggetto.

## La sfilata
A partire dal 2005 si è deciso di far precedere alla battaglia vera e propria, che si svolge come sempre la domenica pomeriggio, una sfilata "in notturna" la sera del sabato, che costituisce quindi il vero "debutto" dei carri fioriti, e che si conclude con uno spettacolo pirotecnico cui fa seguito una "notte bianca".
Il termine "battaglia di fiori" si riferisce al momento conclusivo di questa sfilata domenicale: dopo infatti che i carri — trainati da trattori e intervallati da bande musicali, sbandieratori e gruppi folkloristici — hanno completato il primo giro del percorso, in quello successivo avviene un lancio reciproco di fiori fra le ragazze sui veicoli e il pubblico, opportunamente rifornito (a partire dall'edizione del 2001) da piccoli carri "di servizio" detti bumbardei ("bombardieri").

## La premiazione
La sera della domenica si svolge la premiazione della Compagnia che, a giudizio di una giuria di esperti e tenendo conto di vari criteri, ha realizzato complessivamente il carro migliore. Inoltre vengono assegnati dei riconoscimenti ai carri più votati da una giuria popolare e da una giuria di bambini nonché una serie di premi speciali per il miglior costume, la migliore scultura e il miglior particolare costruttivo.

### Temi e carri vincitori delle ultime edizioni
| Ediz. | Anno | Tema                                    | Carro vincitore               | Compagnia carrista              | Note |
| ----- | ---- | --------------------------------------- | ----------------------------- | ------------------------------- | --- |
| 32    | 1984 | —                                       | Alegra cumpagnia              | Cheli du Russese                | Ultima edizione con tema libero |
| 33    | 1985 | Gli Stati Uniti d'America               | Skateboard                    | I Schenui                       | |
| 34    | 1995 | I 100 anni del cinema italiano          | Omaggio a Totò                | A mar parà                      | |
| 35    | 1996 | Opere e operette                        | Il flauto magico              | I Schenui                       | |
| 36    | 1997 | I Paesi d'Europa                        | Grecia Spagna                 | Cheli du Russese I Schenui      | Due carri grandi vincitori ex aequo Vincitore cat. "Carri medi": Svezia (Cheli d'a bucciofila de Ruverin)                                        |
| 37    | 1998 | La musica degli anni '60                | Yellow Submarine              | A Marina                        | Vincitore cat. "Carri medi": Bocca di rosa (I Ciaciarui)                                                                                         |
| 38    | 1999 | Il mondo delle favole                   | Pinocchio                     | I Schenui                       | Vincitore cat. "Carri medi": Biancaneve e i sette nani (Cheli de Nervia)                                                                         |
| 39    | 2000 | 2000 anni di storia                     | ...e l'uomo creò la macchina  | I Ciaciarui                     | Due categorie: "Carri d'onore" e "Carri in concorso" Vincitore cat. "Carri in concorso": Gli Indiani d'America (Cheli d'a bucciofila de Ruverin) |
| 40    | 2001 | Le regioni italiane e la Costa Azzurra  | Piemonte                      | Cheli d'a bucciofila de Ruverin | |
| 41    | 2002 | Le regioni italiane                     | Veneto                        | I Barbagiuai                    | |
| 42    | 2003 | La magia                                | Abracadabra                   | I Barbagiuai                    | |
| 43    | 2005 | Il Corsaro Nero e il suo mondo          | Avanti, uomini del mare!      | I Barbagiuai                    | |
| 44    | 2006 | La Regina dei Caraibi e il Corsaro Nero | Il mondo di Yara              | I Barbagiuai                    | |
| 45    | 2007 | Miti e leggende nel mondo               | I fantastici elfi             | Cheli d'ina vota                | |
| 46    | 2008 | La Divina Commedia …in fiore            | Tra Inferno e Paradiso        | I Boi a ren                     | |
| 47    | 2009 | Fiori, colori e… Musica!                | Jazz, blues and soul          | I Rebatabaussi                  | |
| 48    | 2010 | Feste di piazza …in fiore               | "Calcio in costume" – Firenze | E Sgavaudure                    | |
| 49    | 2011 | I 150 anni dell'Unità d'Italia          | L'Italia è fatta!             | I Garçuneti                     | |
| 50    | 2013 | —                                       | Il cinema (Spiderman)         | I Rebatabaussi                  | Tema libero; molte compagnie hanno tuttavia scelto un soggetto attinente alla battaglia stessa, in occasione della sua 50ª edizione              |

## Battaglie di fiori nel mondo

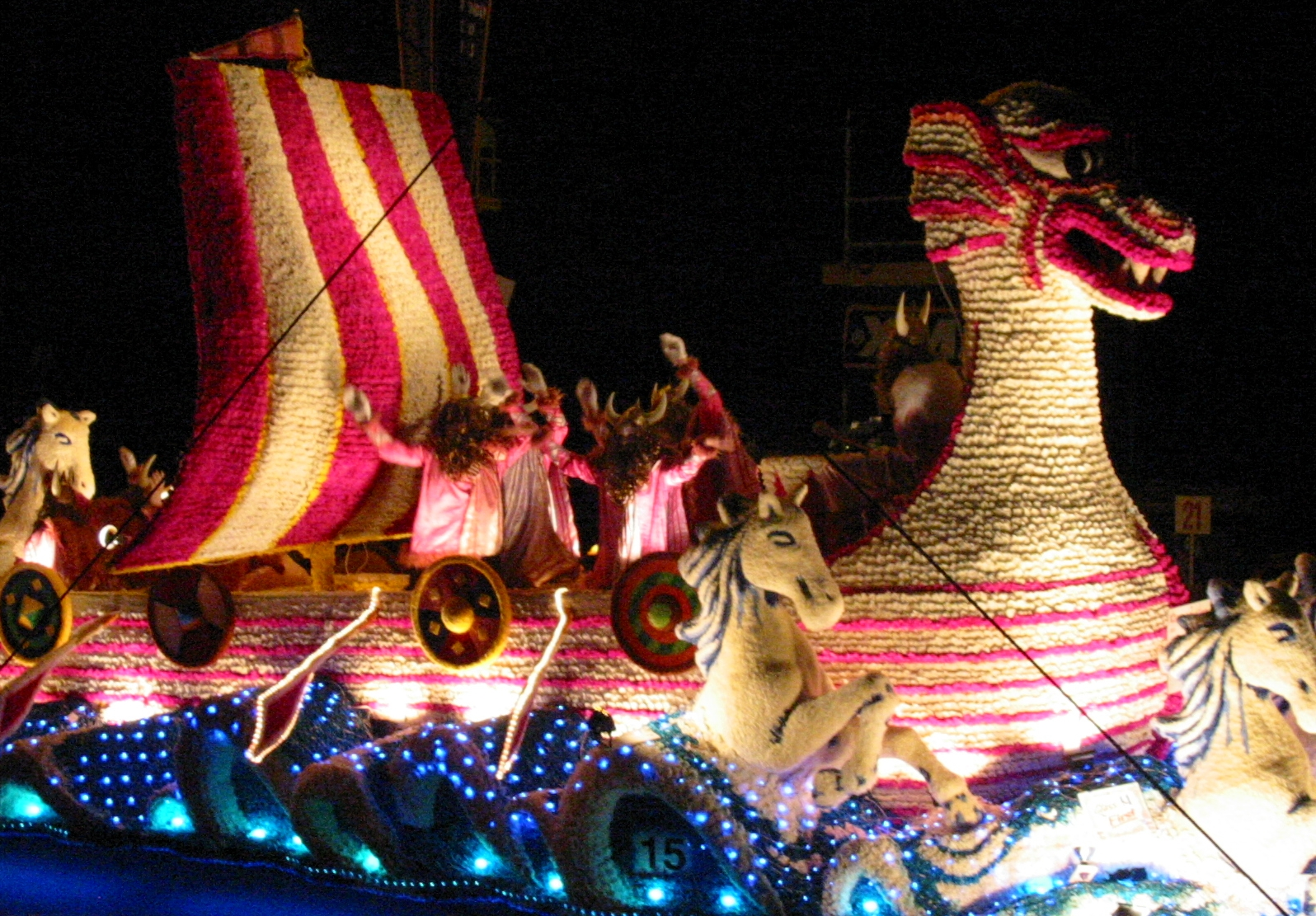
Carro vincitore della Battle of Flowers del 2007 a Jersey.

In numerosi Paesi si svolgono manifestazioni denominate "battaglie di fiori", da distinguersi dai semplici e più diffusi corsi fioriti:
- in Francia, in varie località della Costa Azzurra (particolarmente nota è quella nel corso del Carnevale di Nizza, svoltasi per la prima volta nel 1876);
- in Spagna, a Cordova, Laredo, Valencia e Ourense;
- in Ungheria, a Debrecen, 20 agosto (festa di Santo Stefano d'Ungheria)[2];
- nell'isola di Jersey;
- a San Antonio (Texas);
- in Colombia, nel corso del Carnevale di Barranquilla.